# Worcester National League-hold
Worcester National League-hold var en professionelt baseballhold i National League fra 1880 til 1882. Holdet bliver til tider omtalt som Brown Stockings eller Ruby Legs; selvom ingen samtidige kilder understøtter disse betegnelser. Holdet spillede sine hjemmekampe på Worcester Driving Park Grounds i Worcester Agricultural Fairgrounds, syd for Highland Street mellem Sever Street og Russell Street i Worcester, Massachusetts.

## Historie
Den 5. februar 1880 blev holdet optaget i National League, og den 1. maj spillede holdet sin første kamp i ligaen, som det vandt 13-1 på hjemmebane mod Troy Trojans.
Den 12. juni 1880 kastede pitcher Lee Richmond den første perfect game i Major League-historien i kampen mod Cleveland Blues. Holdet skrev igen historien den 20. august samme år ved at blive det første hold, der på hjemmebane scorede en no-hitter, da Pud Galvin fra Buffalo Bisons besejrede dem 1-0.
Ifølge Lee Allen, skribent fra Cincinnati og senere direktør for Baseball Hall of Fame, påvirkede Worcester-klubben også National League i 1880, eftersom den var toneangivende i forsøget på at få Cincinnati Reds udelukket fra ligaen efter sæsonen på grund af Cincinnatis overtrædelse af ligaforbuddet mod ølsalg på stadion. I sin bog The Cincinnati Reds fra 1948, påpegede Allen ikke uden en vis tilfredsstillelse, at Reds blev gendannet i 1882, i første omgang som medlem af American Association, samme år som Worcesters dage som major league-hold var talte.
Worcester-holdet blev droppet fra ligaen efter 1882-sæsonen på grund af meget lave tilskuertal. Ligaen havde imidlertid brug for et ottende hold, så Worcesters plads blev overtaget af Philadelphia Quakers, som senere blev til Philadelphia Phillies. Mange kilder, herunder the Phillies selv, angiver at Worcester-holdet flyttede til Philadelphia. Al tilgændelig information antyder imidlertid på, at der ikke er nogen direkte sammenhæng mellem holdene. Og det er påfaldende, at ingen af spillerne fra Worcesters 1882-hold spillede for Quakers i 1883.